# 葵ななせ
葵 ななせ（あおい ななせ、2004年8月7日  - ）は、日本の元AV女優である。岡山県出身。ティーパワーズに所属していた。

## 経歴
友達とエッチな話をしている中『AV女優向いてるんじゃない?』という話になり、興味もあったのでやってみようかとなった。キレイな女優さんばかりだから憧れていた。
2024年1月11日、『19才のきらめき 童顔Gカップ巨乳が眩しい現役女子大生 葵ななせ AV DEBUT』でSODクリエイト専属AV女優としてデビュー。同作は2024年3月18日週FANZAレンタルフロア 週間AVランキングにおいて8位を獲得 。3月25日〜3月31日の集計期間においても同作品が10位を獲得した 。
徳間書店『週刊アサヒ芸能』2024年3月7日特大号の巻頭ページに『この春No.1の大型新人』として初グラビアが掲載。
光文社『FLASH』2024年4月23日号の袋とじページにグラビアとインタビューが掲載。『週刊アサヒ芸能』2024年6月6日特大号に再び『19歳葵ななせに注目』としてグラビア記事が掲載された。
同年11月29日、SNSにて12月発売作品をもっての現役引退を発表。

## 人物
- 趣味は映画鑑賞と旅行と観葉植物を育てること[2][8]。
- 好きな体位は鏡の前で立ちバック。鏡に写る自分の姿を見られていることに興奮すると答えている[5]。
- 好きな女性のタイプは美意識が高くて自分を持っている人で、好きな女優には、MINAMOを挙げている[2]。
- デビュー作のレビューでアダルト系ライターの初代エル・アオキ[12] は『スタイルの良さだけでなく感度まで抜群でこれからどれだけエロくなるのかに注目』と述べている[13] 。
- 月刊FANZAのインタビューで、デビュー作で印象に残っているのはハメ撮りですごく興奮し思い出しオナニーのオカズとしている。女優としてはいろんな人に愛される女優で目標として自分自身の成長と答えている[14]。
- 自分の性格を一言で表すと「ポジティブ」。チャームポイントは「笑顔」と答えている[8]。
- 高校生のころから妄想癖があり、ノーパンで登校してドキドキして過ごすのが好きだった[9]。

- オナニーはオナニーと知らずに5歳くらいからアソコに水圧の強いシャワーを当てていた[5] 。

- 小学3年生くらいの食卓で母に『セックスってなに？』と聞き凍り付いた[5]。小学5年生の時に少女マンガでしっかり性描写がありこれかと性に目覚めた[5]。

- 初体験は17才の時で初めての彼氏[2]と、相手は一歳年上の先輩で人生二人目の彼氏[5]と答えている。

- 週刊大衆2024年9月2日号で吉村卓が超絶名器なAV女優の2位に選び「失禁するほど感じてくれて、ナカは膣全体で締めつけるイソギンチャク型でヒダが絡みついてくる」と語っている[15]。

## 作品
◎はBlu-ray発売作品。

### アダルトビデオ
- 19才のきらめき 童顔Gカップ巨乳が眩しい現役女子大生 葵ななせ AV DEBUT（2024年1月11日、SODクリエイト）◎ 
  - 19才のきらめき 童顔Gカップ巨乳が眩しい現役女子大生 葵ななせ AV DEBUT デビュー前の秘蔵映像収録DVDとパンティと写真セット（2024年1月11日、SODクリエイト ）※後述の配信作品を収めたDVDとの限定セット
- 葵ななせ19才、ヤリたいこと全部ヤリたいです！初めてづくしの6コーナー190分SP！【圧倒的4K映像でヌク！】（3月7日、SODクリエイト）
- 絶頂開発 小柄な敏感BODYを震わせて「もう無理ぃっ！」って言っても追撃激ピスは終わらない！巨根大絶頂 葵ななせ（4月25日、SODクリエイト）
- 天然Gカップ美少女がピッチピチの身体をめいっぱい使って全力ご奉仕！新人風俗嬢ななせの風俗LAND５！（5月9日、SODクリエイト）
- 性に興味深々な彼女の巨乳妹の無自覚な誘惑に負けてNTRされちゃった話 葵ななせ（6月6日、SODクリエイト）
- しつこい生徒指導教師に目をつけられて毎日校内で舐めあい性交をしています。葵ななせ（7月11日、SODクリエイト）
- 久しぶりに再会したら大人っぽくなっていた幼馴染はヌキテクも成長していて暴発顔射が止まらない！3日間で12発ヤリまくったひと夏の思い出 葵ななせ（8月8日、SODクリエイト）[16]
- 3匹のキモおじを生意気な地雷系メスガキがいいなりペット化！1日中どこでもず～っと4P乱交デート！ 葵ななせ（9月12日、SODクリエイト）
- 業務中3時間ずっと声我慢しながら即ズボハードピストンで突かれまくる引っ越し屋アルバイト・ななせちゃん（19） 葵ななせ（10月10日、SODクリエイト）
- 駅前の路上ミュージシャンと工事現場の汗臭いおっさんが、唾液を絡めまくるベロちゅうで体液交換し合う仲になったワケ。 葵ななせ（11月7日、SODクリエイト）[17]
- 半年間隠し撮りし続けていた隣人就活生（推定 G カップ）が家の前で潰れていたので、介抱のフリをして無抵抗なカラダを臭ツバまみれになるまで舐めまわした。 葵ななせ（12月12日、SODクリエイト）

- 略奪NTR温泉】婚約記念で泊まる温泉宿のクズ従業員にメス堕ちアクメさせられ、自ら浮気チ●ポを求めてしまう巨乳プレ花嫁。 葵ななせ（1月9日、SODクリエイト）[18]

#### 配信限定
- AVデビュー前の秘蔵映像公開！キラッキラの19才！童顔巨乳が眩しすぎる女の子！ 葵ななせ【圧倒的4K映像でヌク！】（2024年1月16日、SODクリエイト)

### イメージビデオ
- Nanase 僕だけのラブリーメイド・葵ななせ（2024年7月4日、REbecca）◎

## 書籍

### デジタル写真集
- アサヒ芸能SEXY女優写真集 葵ななせ Honeycomb（2024年4月26日、徳間書店、撮影：早川達也 ）